# 1591

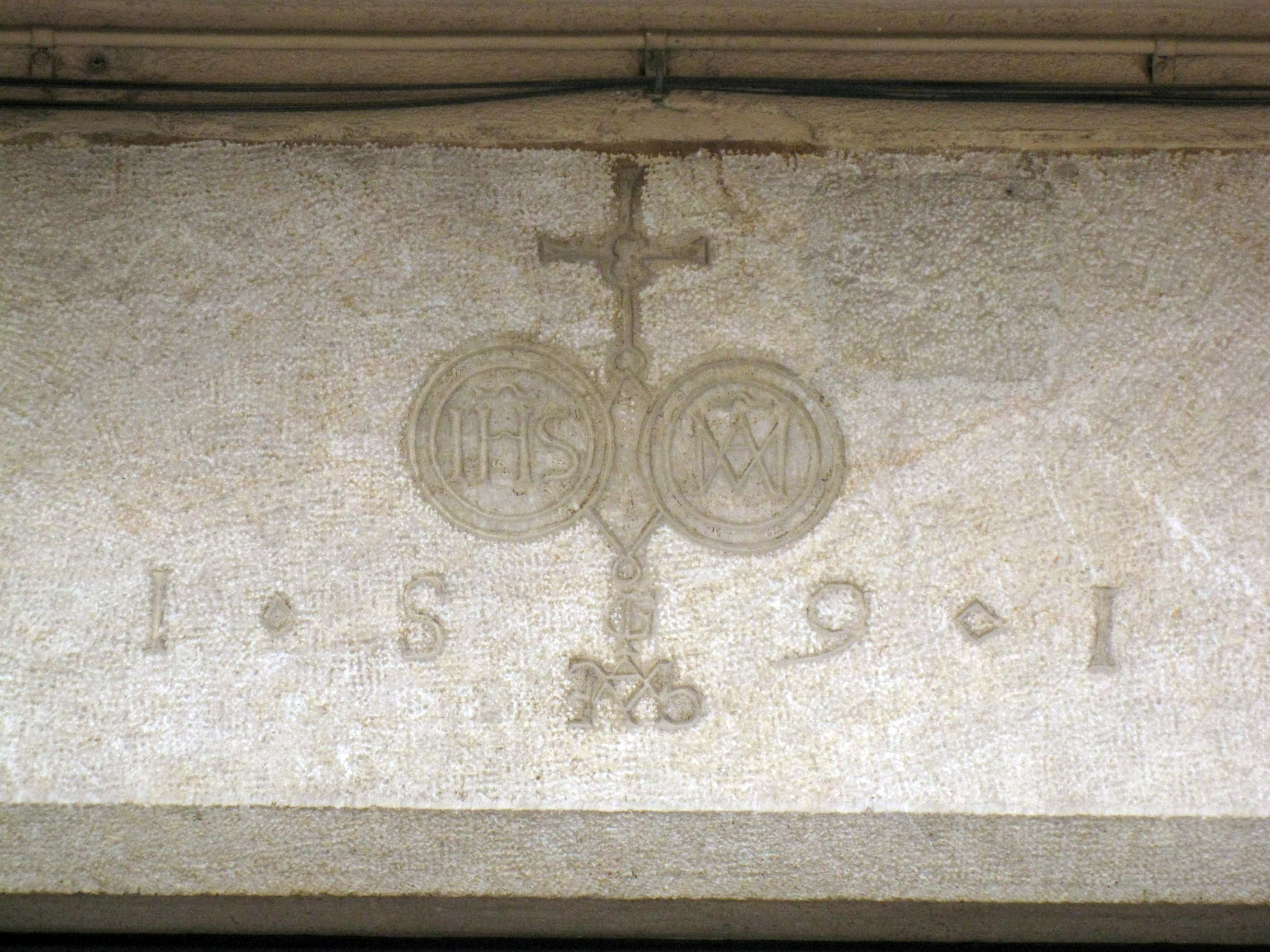
Llinda de la Casa Vila Moner de Figueres

## Naixements
Països Catalans
- 12 de gener, Xàtiva (la Costera): Josep de Ribera, també conegut com lo Spagnoletto, pintor i gravador valencià del barroc (m. 1652).
- Girona: Bernat de Cardona i de Raset. President de la Generalitat de Catalunya.

Resta del món
- 12 d'agost - Ferrières-en-Brie: Louise de Marillac, religiosa francesa, fundadora de les Filles de la Caritat (m. 1660).[1]
- 6 d'octubre - Florència: Settimia Caccini, cantant i compositora italiana (m. ca 1660).[2]
- Matthias Ebio, professor de música

## Necrològiques
Països Catalans
Resta del món
- 18 de juliol - Praga: Jacobus Gallus Carniolus, Jacob Handl o Jacob Handl-Gallus, compositor txec del Renaixement (n. 1550).[3]

- 22 de juliol - Venècia, Itàlia: Veronica Franco, escriptora rellevant del renaixement i cortesana (n. 1546).[4]
- 10 de setembre - Florència: Lorenza Strozzi, compositora, escriptora i religiosa dominica, italiana.[5]
- 14 de desembre - Úbeda (Jaén): Joan de la Creu, frare carmelita que escrigué una obra poètica molt eminent (n. 1542).[6]